# Тайрона
Тайрона — древняя культура, объединявшая несколько относительно независимых территорий, управляемых вождями. Существовала на территории современного региона Сьерра-Невада-де-Санта-Марта в департаментах Сесар, Магдалена и Гуахира в Колумбии. Первые памятники относятся примерно в 1 в. н. э., расцвет приходится на 11 в. н. э. и связан со значительным ростом населения, а упадок относится к 16 в., эпохе испанского завоевания, когда культура Тайрона была принудительно включена в испанскую систему «энкомьенда».

## Термин
На языке индейцев, живших около горы и долины Тайрона, слово «тайрона» означало «кузница», и по словам первых хронистов там находились различные литейные мастерские.
Хотя термин «тайрона», возможно, не совсем подходящее название для обитателей региона к моменту контакта с конкистадорами, он получил распространение как обозначение культуры сети поселений, возникших около 9 в. Первоначально термин относился к обитателям долины Тайро на северном склоне Сьерра-Невада-де-Санта-Марта, однако к 16 в. испанцы стали использовать его для всей группы местных территориальных образований во главе с вождями. Испанцы не отличали друг от друга группы севера и юга Сьерра-Невады, и позднее они стали неразличимыми и для археологов.

## Датировка
Метод радиоуглеродной датировки показал, что прибрежные поселения были заселены уже около 200 н. э., причём некоторые из них были расположены достаточно высоко в горах. Селения, расположенные в морских бухтах, несмотря на скромную архитектуру, просуществовали дольше всего.

## Происхождение, язык
Жители культуры Тайрона относились к одной из двух крупнейших групп языковой семьи чибча. Во время испанского колониального владычества, в 16 и 17 веках, они были вытеснены в крайние области региона. Живущие в этих местах в настоящее время индейские народности Коги (англ.), вива, аруако (ихка, ифка), арсарио и канкуамо, говорящие на чибчанских языках, считаются прямыми потомками культуры Тайрона. Слово «тайрона» на разных языках данной местности означает «мужчины» или «сыны тигра».

## Первый контакт с испанцами
Источников сведений о цивилизации Тайрона немного — это в основном археологические находки, а также немногочисленные письменные упоминания испанской колониальной эпохи. Одно из первых описаний региона оставил Педро Марти Ангейра со слов Веспуччо и ряда других завоевателей, бывавших в регионе в период 1505—1524, и опубликовал его в 1530 г. Он описывает долину Тайрона как очень плотно населённую, с хорошо развитой ирригацией полей, подобной той, что он видел в Тоскане. Многие деревни занимались рыболовством и продавали морские продукты жителям удалённых от берега территорий, получая взамен нужные товары. Ангейра описывает яростный отпор, который был оказан испанцам, пытавшимся захватить женщин и детей в качестве рабов во время первого контакта. В результате первые контакты испанцев с Тайрона представляли собой насильственные столкновения, в которых испанцы понесли большие потери и были вынуждены избрать более дипломатичную стратегию, которой придерживался первый губернатор Санта-Марты, Родриго де Бастидас.

## Памятники
Один из наиболее хорошо изученных тайронских археологических памятников получил известность как Сьюдад-Пердида, что по-испански означает «потерянный город». Это был крупный город, центральная часть которого имела площадь около 13 гектаров. Его обнаружили «чёрные археологи» в 1975 г., но в настоящее время он находится под охраной Колумбийского института антропологии и истории. Недавно проведенные демографические исследования показывают. что в городе проживало от 1500 до 2400 человек на площади около 11700 кв. м. в 184 круглых домах, расположенных на каменистых террасах. Имеются и другие археологические памятники подобного или даже большего размера.
Более крупное поселение, Пуэблито, находилось у побережья. Как пишет колумбийский археолог Х. Райхель-Долматофф, оно состояло как минимум из 254 террас, а его население составляло примерно 3000 человек. Археологические исследования региона показали, что ещё более крупные поселения существовали по направлению к западному склону Сьерра-Невады в Санта-Марте, например, Посигека (Posiguieca) и Сьюдад-Антигуа.
Небольшие деревни составляли огромную сеть-инфраструктуру и соединялись между собой каменными мостовыми. Деревни, специализировавшиеся в производстве соли и рыболовстве — такие, как Ченге на территории современного Парка Тайрона, — свидетельствуют о хорошо развитой тайронской экономике, основанной на производстве специализированных продуктов. В селении Ченге обнаружено не менее 100 террас; по состоянию на 1400 г. в нём проживало 800—1000 человек на территории в 15 гектаров. Известно, что тайронцы строили каменные террасы, фундаменты домов, лестницы, канализационные каналы, могилы и мосты. Интенсивно использовалась керамика — как бытовая, так и церемониальная.

## Датировка керамики
Керамика культуры Тайрона датируется от 200 до 1650 гг. н. э. На карибском побережье Колумбии самая древняя керамика датируется 2500 г. до н. э. Алехандро Девер, исследовавший поселение Ченге (Chengue) в Парке Тайрона, обнаружил существенные вариации в керамике, позволяющие разделить хронологию данного поселения как минимум на пять этапов. Первый этап, условно называемый Науанге 1 (Nahuange 1), начался около 200 г. до н. э. и закончился около 500 г.н. э., когда численность населения Тайрона достигла пика. Второй этап длился с 500 г. н. э. по примерно 900 г.н. э.; его можно назвать Неуанге 2 (Nehuange 2), однако после раскопок Джека Винна (Jack Wynn) в 1970-х гг. получил название Буритака (Buritaca). Начиная с примерно 900 г.н. э. начинается собственно Тайронский период, для которого характерно явное увеличение разнообразия, размера и количества керамических изображений, вид которых сохраняет стили периодов Неуанге или Буритака. На этапах Тайрона 1-3 (900—1650 н. э.) отмечается значительное разнообразие местных форм. На протяжении всего тайронского периода отмечается рост населения и увеличение контактов с другими культурами.

## Ювелирные изделия
Тайронская цивилизация прославилась своими характерными ювелирными изделиями. Наиболее ранние золотые украшения относятся к периоду Негуанхе (около 300—800 н. э.). Предполагается, что золотые украшения использовала не только элита. Среди золотых артефактов имеются подвески, нагубные украшения, носовые кольца, ожерелья и серьги. Отлитые из золота фигурные подвески культуры Тайрона (известные как «касики»), в частности, отличаются от ювелирных изделий других доколумбовых культур подробностью деталей. Фигурки изображают человеческие существа — знать или вождей — в украшенной одежде и с крупными масками животных на лице. Многие элементы их поз (например, руки на бёдрах) и одежды отражают их агрессивное состояние и должны были, по мнению ряда исследователей, передавать либо властное положение, либо тот факт, что Тайронская культура в то время вела частые войны, или и то, и другое.

## Обычаи
Ко времени завоевания испанцами в культуре Тайрона существовали иные традиции, чем у современных американских народов. Согласно этнографическим источникам, существовали свобода разводов и терпимое отношение к гомосексуализму, что разительно отличалось от католических обычаев. Тем не менее, мнение о распространённости гомосексуализма могло возникнуть в результате неверной интерпретации местной религиозной практики. Тайронская религия, как и в некоторой степени современная религия народа коги, практикует разделение ряда домашних обязанностей между полами. У тайрона (коги) существовали «дома для мужских встреч», которые католические священники обличали как проявление гомосексуализма. В настоящее время у народа коги существуют мужские ритуалы, некоторые из них длятся по несколько дней и включают употребление в пищу коки и медитацию.

## Упадок цивилизации
В 1599 г. народность Тайрона восстала против испанцев, поскольку угнетение с их стороны стало нестерпимым. В основном агрессия была направлена на священников и проезжающих по дорогам, соединяющим испанский город Санта-Марта и тайронские город Бонда и поселения Конча и Ченге. Вторичными целями были церкви и дома управляющих колониальной администрации. Данные о восстании известны из материалов судебного процесса над тайронскими вождями в 1602 году. Правители селений Ченге и Бонда были приговорены к смерти, их тела расчленены, поселения сожжены, а население принудительно переселено и подчинено испанской системе энкомьенда (местный аналог крепостного права). К середине 17 в. многие тайронские поселения пришли в запустение и заросли лесом.